# VisCorp
VisCorp (Visual Information Services Corporation, Nasdaq: VICP), Chicago, Illinois, war ein US-amerikanischer Hersteller von Set-Top-Boxen. Das Unternehmen machte im April 1996 erste Schlagzeilen, als es die Übernahme der damaligen Escom-Tochter Amiga Technologies GmbH (Bensheim) plante. CEOs waren zu dieser Zeit Bill Buck und dessen Ehefrau Raquel Velasco.
Buck zufolge waren VisCorp und Escom bereits Partner und kannten sich schon aus der Zeit, als Bill Buck und Escom-Gründer Manfred Schmitt 1995 gemeinsam der Gläubigerveranstaltung von Commodore beiwohnten, wo die Amiga-Rechte erstmals versteigert wurden. Nach dem Verkauf der Rechte im April 1995 nahm VisCorp Verhandlungen über ein Amiga-Lizenzabkommen mit Escom als der siegreichen Bieterin und neuen Amiga-Mutterfirma auf, um deren Knowhow bezüglich der Fertigung von Set-Top-Boxen einsetzen zu können. Diese Lizenzen erhielten sie im Januar 1996. Danach zeichnete sich der Konkurs der Escom AG (Heppenheim) langsam ab und Verkaufsverhandlungen begannen – die Übernahmepläne wurden am 11. April 1996 öffentlich bekanntgegeben. Angeblich haben Bill Buck und Raquel Velasco daraufhin auch zunächst von Juni bis November 1996 die Gehälter, Steuern und Sozialabgaben des Amiga-Personals aus eigener Tasche bezahlt. Escom selbst stellte am 3. Juli 1996 Vergleichsantrag und am 15. Juli musste der Anschlusskonkurs beantragt werden.
William (Bill) Buck meinte im April 1996 zu der Übernahme: „Der geplante Kauf ist Teil der VisCorp-Strategie, die sich die Marktführung in dem schnell wachsenden ITV-Bereich zum Ziel gesetzt hat“. (Quelle: c’t Magazin)
Bereits im Mai 1996 fand dann in Toulouse ein Meeting bezüglich des Einsatzes der Amiga-Technologie statt. Viscorp hatte Interessierte (Presse, Entwickler …) eingeladen, mit dem Ziel, sich und die (geplanten) VisCorp-Produkte der Amiga-Gemeinde vorzustellen und sich auszutauschen. Geplant war angeblich die Produktion einer eigenen Set Top Box namens „ED“, die kurz vor der Produktionsreife stand, mit dem Amiga-Chipsatz arbeiten und im vierten Quartal 1996 auf den Markt kommen sollte. Sie sollte u. a. den Internet-Zugang ohne Computerkenntnisse über den Fernseher ermöglichen.
Letztlich entschloss sich allerdings der VisCorp-Vorstand, die geplante Amiga-Übernahme doch nicht abzuschließen und Buck und Velasco verließen die Firma. Stattdessen wurde Amiga am 27. März 1997 vom PC-Versender Gateway 2000 aufgekauft – und VisCorp ging später pleite.
Bill Buck ist heute der CEO von Genesi, einem luxemburgischen Unternehmen, das Global Business Partner von IBM und Freescale Design Alliance Partner ist. Zu den Produkten zählt u. a. der PowerPC-basierte CHRP-Rechner Pegasos.
Unter anderem war auch der Microsoft-Gründer Paul Allen einer der VisCorp-Anteilseigner – zu einer Zeit, als Microsoft sich mit WebTV (lange vor der Xbox) als potentieller Konkurrent zu positionieren begann.

## Zitate
“We’re committed to the Amiga computer because we think the AMIGA computer represents a valuable choice to the market place and we believe it can be a profitable business.”